# Смотрицькі
Смотрицькі — український шляхетський рід. Представники дрібної шляхти щодо величини їх маєтків.

## Представники
- Данило
  - Герасим
    - Мелетій
    - о. Стефан — настоятель Успенської[1] (Пречистенської[2]) церкви у м. Острог